# Rattus jobiensis
Rattus jobiensis is een rat die voorkomt op Japen, Biak-Supiori en Owi, eilanden in Papoea (Oost-Indonesië). Op Biak wordt hij "nambap sop" genoemd. De soort komt ook voor in door mensen verstoorde gebieden, zoals tuinen.
R. jobiensis is een zeer grote Rattus-soort met een harde, stekelige vacht. De rug is bruin, de buik grijs. De staart is spaarzaam behaard. Vrouwtjes hebben 1+2=6 of 2+2=8 mammae. De kop-romplengte bedraagt 215 tot 260 mm, de staartlengte 168 tot 212 mm, de achtervoetlengte 44 tot 48 mm, de oorlengte 22 tot 23 mm en het gewicht 260 tot 500 gram.